# Jan Verhaas
Ne doit pas être confondu avec Jan Verhas.
Jan Verhaas, né le 5 octobre 1966 à Maassluis aux Pays-Bas, est un arbitre de snooker professionnel néerlandais. Avec quinze finales de tournois majeurs arbitrées, il est une figure emblématique du monde du snooker, et l'arbitre en exercice le plus en vue au niveau international.

## Carrière
Jan Verhaas obtient en 1990 le titre d'arbitre de 1re classe. Il est repéré par la WPBSA lors d'un tournoi à Rotterdam et, à l'âge de 25 ans, devient l'un des arbitres internationaux recrutés hors Grande-Bretagne, selon le programme d'internationalisation voulu par la WPBSA.
Le premier match arbitré par Verhaas au niveau professionnel n'a lieu que trois ans plus tard, en 1993, lors d'une rencontre entre Tony Drago et Steve Davis. Il arbitre la finale du Masters de snooker 1999, son premier tournoi majeur et la première de huit finales au prestigieux Masters. Il arbitre d'ailleurs les finales de cette compétition durant les trois années suivantes, ainsi qu'en 2004, 2007, 2009 et 2010. Il cite les finales de 2001, 2002 et 2004 comme les plus marquantes de sa carrière. Toutes trois ont été remportées par Paul Hunter, qui mourut en 2006, des suites de sa maladie.
En 2003, Verhaas devient le premier non-britannique à arbitrer la finale d'un championnat du monde de snooker, remportée par Mark Williams contre Ken Doherty (18-16). Il l'arbitre à trois autres reprises la finale de la compétition, en 2006, avec une victoire de Graeme Dott contre Peter Ebdon (18-14), en 2008, où Ronnie O'Sullivan remporte son troisième titre mondial contre Ali Carter (18-8), et en 2011, pour le quatrième titre de John Higgins contre Judd Trump, futur no 1 mondial (18-15).
Le championnat du Royaume-Uni est le dernier tournoi majeur où Verhaas commencera à officier en finale. Il y arbitre trois finales, en 2005, 2006 et 2008, durant lesquelles il préside respectivement aux succès de Ding Junhui, Peter Ebdon et Shaun Murphy.
Verhaas a joué, au tournoi Open mondial 2010, un rôle dans la complétion du dixième break maximum de Ronnie O'Sullivan. Lorsque celui-ci demanda à Verhaas quel était le prix spécial réservé pour un break de 147 points, et qu'il s'entendit répondre qu'il n'y en avait aucun, il arrêta son break après la dernière bille rose pour serrer la main de son adversaire, Mark King. Ce n'est qu'après que Verhaas ait insisté pour qu'O'Sullivan empoche la dernière bille noire qu'il le fit.
En 2016, il est élu au conseil de la WPBSA.

## Finales de snooker arbitrées
| Légende | Catégorie                      | Nombre                         |                                |
|         | Tournois classés               | 32                             |                                |
|         | Tournois classés mineurs       | 1                              |                                |
|         | Tournois non classés           | 8                              |                                |
|         | Tournée mondiale senior        | 1                              |                                |
| Gras    | Tournois de la triple couronne | Tournois de la triple couronne | Tournois de la triple couronne |

| Saison    | Nom du tournoi                 | Lieu          | Tableau |
| 1994-1995 | Open de Grande-Bretagne        | Plymouth      | Tableau |
| 1995-1996 | Open international             | Swindon       | Tableau |
| 1998-1999 | Masters                        | Londres       | Tableau |
| 2000-2001 | Masters (2)                    | Londres       | Tableau |
| 2001-2002 | Masters (3)                    | Londres       | Tableau |
| 2002-2003 | Open d'Europe                  | Torquay       | Tableau |
| 2002-2003 | Championnat du monde           | Sheffield     | Tableau |
| 2003-2004 | Masters (4)                    | Londres       | Tableau |
| 2003-2004 | Open d'Europe (2)              | La Valette    | Tableau |
| 2004-2005 | Grand Prix                     | Preston       | Tableau |
| 2004-2005 | Open de Grande-Bretagne (2)    | Brighton      | Tableau |
| 2005-2006 | Championnat du Royaume-Uni     | York          | Tableau |
| 2005-2006 | Championnat du monde (2)       | Sheffield     | Tableau |
| 2006-2007 | Championnat du Royaume-Uni (2) | York          | Tableau |
| 2006-2007 | Masters (5)                    | Wembley       | Tableau |
| 2007-2008 | Grand Prix (2)                 | Aberdeen      | Tableau |
| 2007-2008 | Open de Chine                  | Pékin         | Tableau |
| 2007-2008 | Championnat du monde (3)       | Sheffield     | Tableau |
| 2008-2009 | Championnat du Royaume-Uni (3) | Telford       | Tableau |
| 2008-2009 | Masters (6)                    | Wembley       | Tableau |
| 2009-2010 | Grand Prix (3)                 | Glasgow       | Tableau |
| 2009-2010 | Masters (7)                    | Wembley       | Tableau |
| 2010-2011 | Masters de Shanghai            | Shanghai      | Tableau |
| 2010-2011 | Masters d'Allemagne            | Berlin        | Tableau |
| 2010-2011 | Championnat du monde (4)       | Sheffield     | Tableau |
| 2011-2012 | Open de Chine (2)              | Pékin         | Tableau |
| 2012-2013 | Championnat du monde (5)       | Sheffield     | Tableau |
| 2013-2014 | Open de Rotterdam              | Rotterdam     | Tableau |
| 2013-2014 | Masters d'Allemagne (2)        | Berlin        | Tableau |
| 2014-2015 | Championnat international      | Chengdu       | Tableau |
| 2015-2016 | Championnat international (2)  | Daqing        | Tableau |
| 2015-2016 | Championnat du Royaume-Uni (4) | York          | Tableau |
| 2015-2016 | Open de Chine (3)              | Pékin         | Tableau |
| 2016-2017 | Open mondial                   | Yushan        | Tableau |
| 2016-2017 | Open de Chine (4)              | Pékin         | Tableau |
| 2016-2017 | Championnat du monde (6)       | Sheffield     | Tableau |
| 2017-2018 | Championnat international (3)  | Daqing        | Tableau |
| 2017-2018 | Masters d'Irlande seniors      | Kill          | Tableau |
| 2018-2019 | Championnat international (4)  | Daqing        | Tableau |
| 2018-2019 | Masters (8)                    | Londres       | Tableau |
| 2021-2022 | Championnat des joueurs        | Wolverhampton | Tableau |
| 2023-2024 | Championnat des joueurs (2)    | Telford       | Tableau |

## Controverses

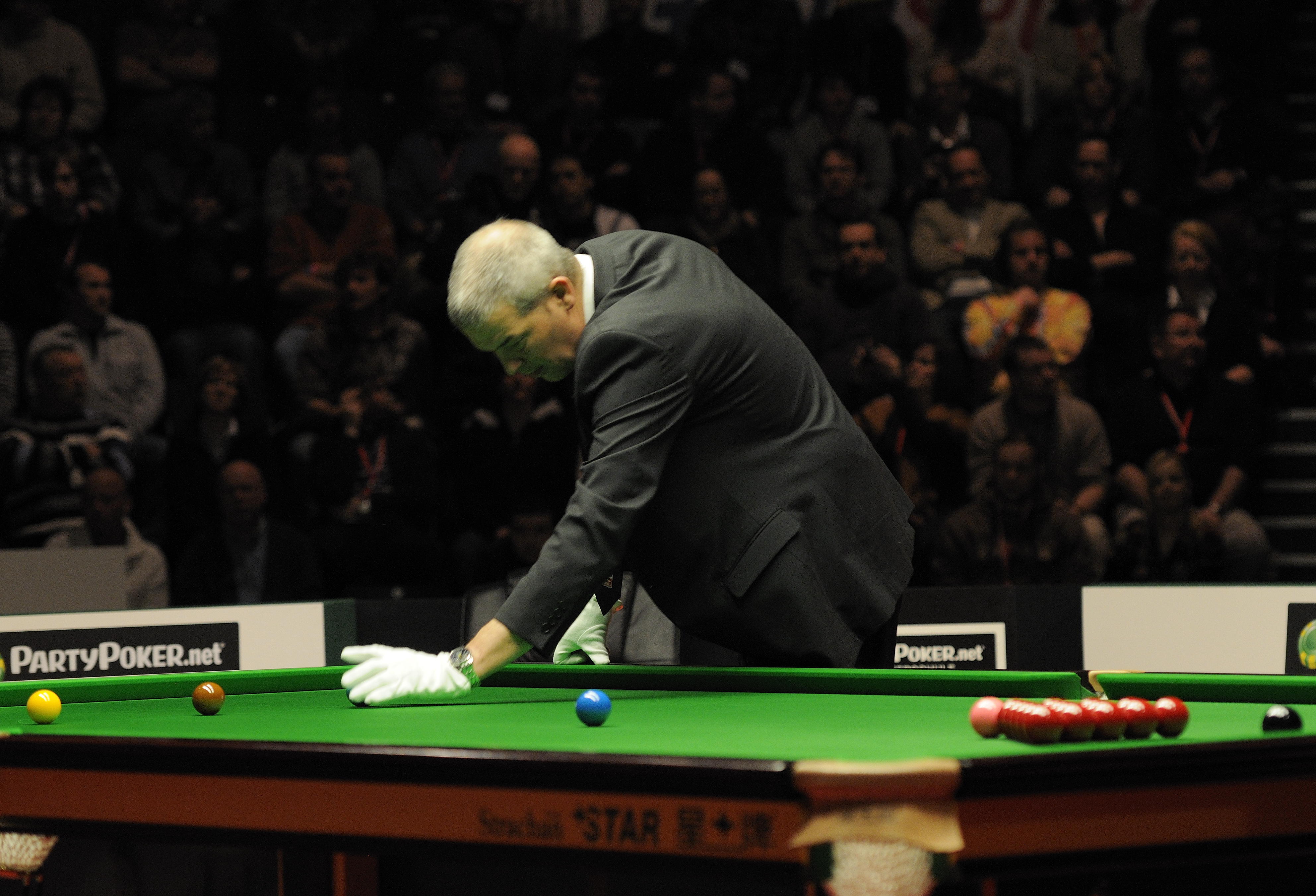
Jan Verhaas replaçant une bille sur la table, au Masters d'Allemagne 2012.

Réputé pour son sérieux et son calme, Jan Verhaas a rarement été au centre de controverses. Ses rares décisions discutables en sont d'autant mises en relief. Lors de la finale du Masters 2007, disputée entre Ronnie O'Sullivan et Ding Junhui, Verhaas fait exclure un spectateur d'une foule tout acquise à la cause de O'Sullivan. Cette décision n'a guère d'effet sur l'ambiance de la partie. Ding, plus tard, estimera qu'il ne pouvait pas se concentrer, mais aucune action ne fut entreprise en sa faveur au terme du match.
Le 1er juillet 2011, Verhaas tweete au sujet de Rory McLeod : « Rory McLeod a refusé de serrer la main de l'arbitre féminine Ivy Zhou ce matin en raison de sa religion. Vous pouvez penser ce que vous voulez de cela... »,.
Aux Masters 2012, alors qu'il officie sur un match entre John Higgins et Graeme Dott, Verhaas fait interrompre Dott au beau milieu d'un break pour ajuster le score, avant de se rendre compte qu'il avait fait une erreur et que le score était, en fait, correct. Il présente ses excuses à Dott, mais celui-ci manque la bille suivante, et perd la manche et le match.  

## Galerie

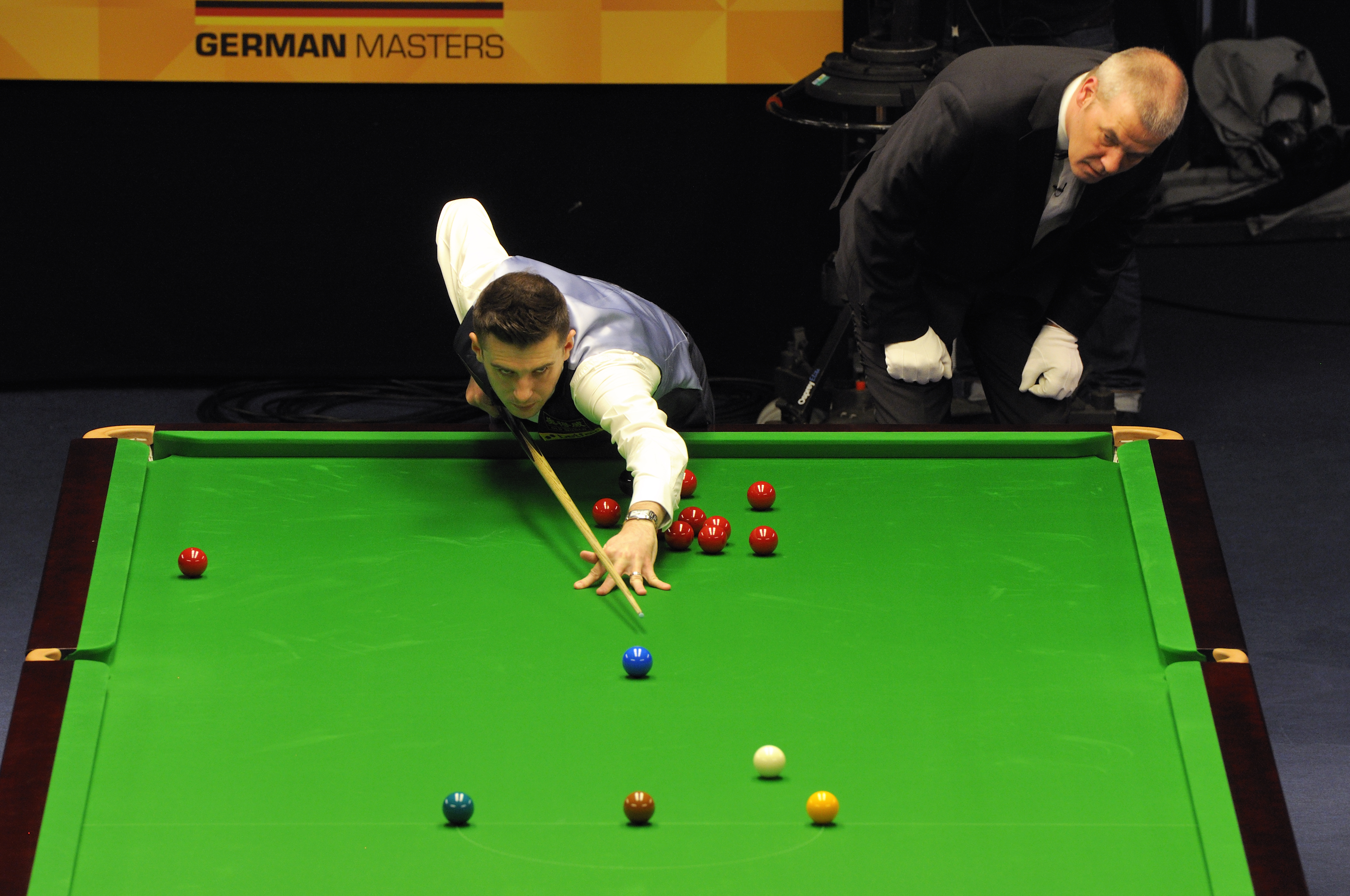
Verhaas, vérifiant si Mark Selby ne commet pas de faute.
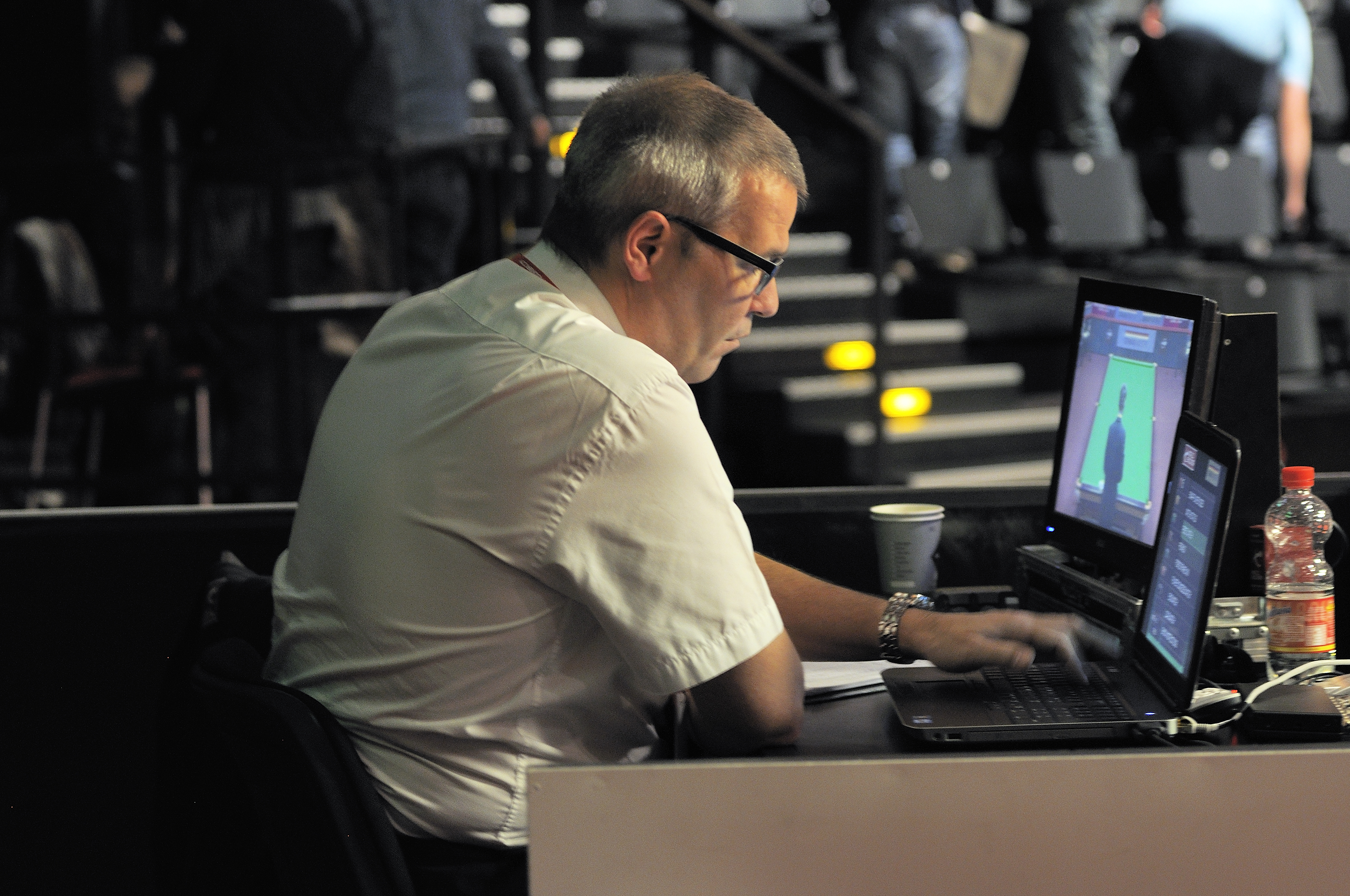
Verhaas à l'arbitrage de chaise en 2014.
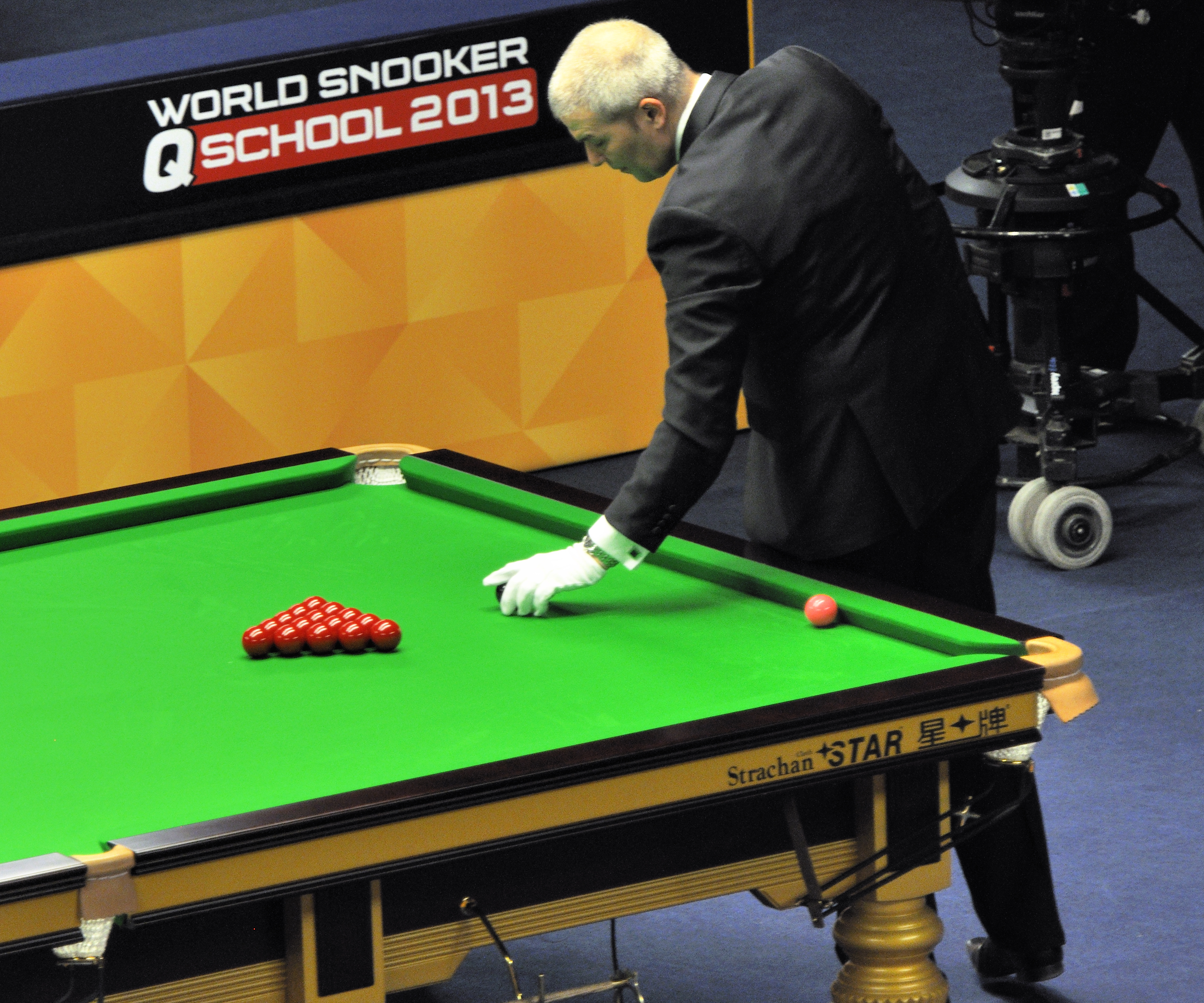
Verhaas, replaçant la bille noire sur sa mouche (2013).
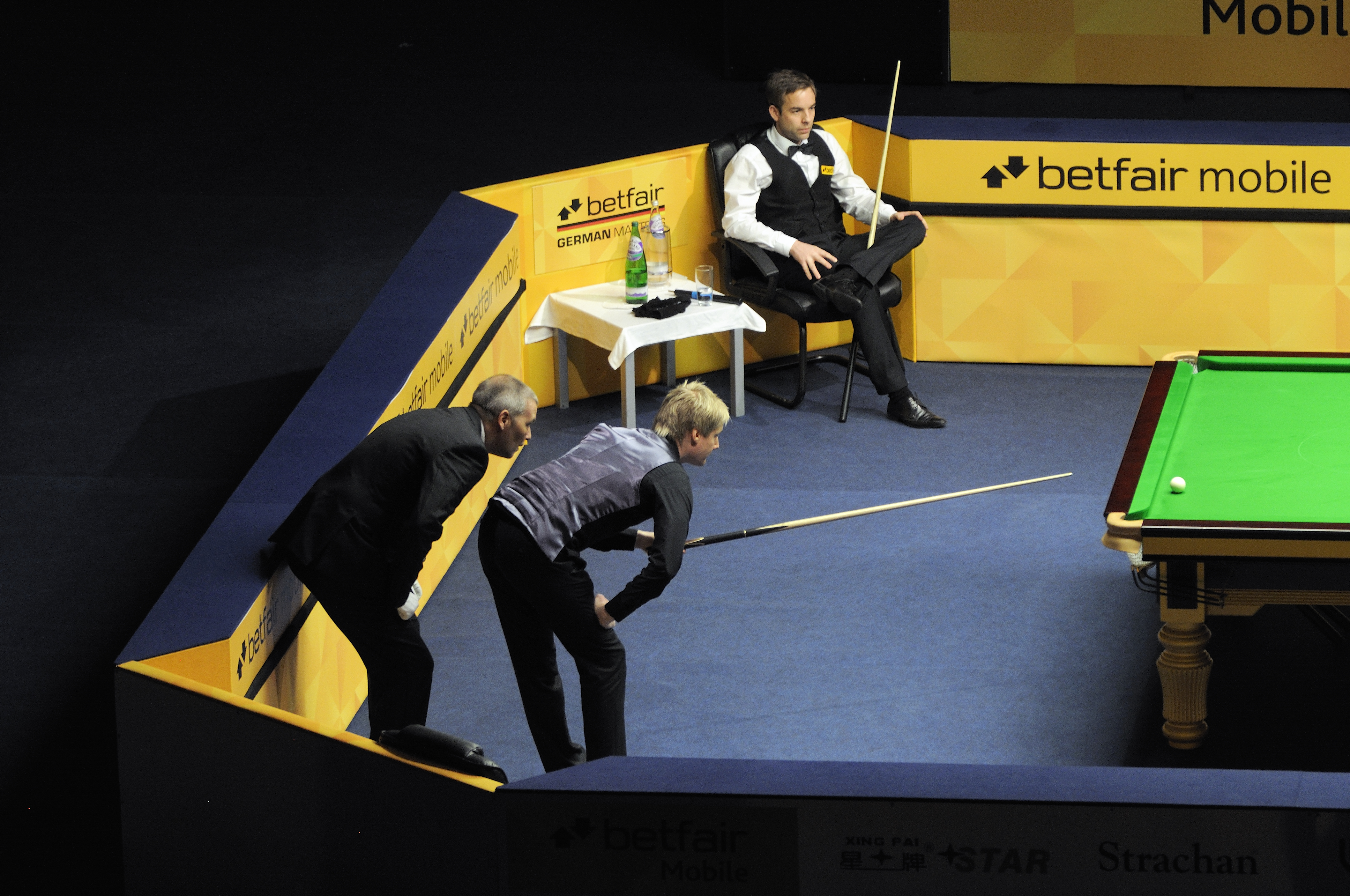
Jan Verhaas vérifie attentivement si Neil Robertson peut voir une bille.